# Лас-Пальмас (провинция)
Лас-Пальмас (исп. Las Palmas) — островная провинция Испании, в составе автономного сообщества Канарские острова. Административный центр — Лас-Пальмас-де-Гран-Канария.

## География
Территория — 4066 км² (46-е место среди провинций страны).

## Демография
Население —1,012 млн (12-е место; данные 2005 г.).